# Erim Giresunlu
Erim Giresunlu (* 1980 in Essen) ist ein deutscher Filmregisseur und Drehbuchautor. Sein Film Doppelzimmer erhielt den Kurzfilmpreis der Friedrich-Wilhelm-Murnau-Stiftung (2008).

## Leben und Wirken
Erim Giresunlu studierte von 2002 bis 2007 Filmregie und Drehbuch an der Kunsthochschule für Medien Köln und schloss sein Studium mit dem Diplom ab.
Während seines Studiums entstanden die Kurzfilme Drei Quadratmeter, Doppelzimmer und Der Zwischenmieter. Die Filme wurden auf deutschen und internationalen Filmfestivals gezeigt, unter anderem in der Nachwuchsreihe Next Generation der Filmfestspiele Cannes (2008), beim Internationalen Filmfest der Filmhochschulen München und dem Filmfestival Max Ophüls Preis in Saarbrücken (2007).
Neben seiner Auszeichnung mit dem Murnau-Kurzfilmpreis (2008) wurde der Film Doppelzimmer in das Programm des arte-TV-Magazins Kurzschluss aufgenommen.

## Filmografie (Auswahl)
- 2005: Drei Quadratmeter (Regie, Drehbuch, Schnitt, Musik)
- 2007 Doppelzimmer (Regie, Drehbuch, Schnitt)
- 2007 Der Zwischenmieter (Regie, Drehbuch)

## Auszeichnungen
- Drei Quadratmeter
  - Filmbewertungsstelle Wiesbaden (2005) – „Prädikat wertvoll“[7]
- Doppelzimmer
  - Kurzfilmpreis der Friedrich-Wilhelm-Murnau-Stiftung (2008)[1]
  - Filmbewertungsstelle Wiesbaden (2008) – „Prädikat wertvoll“[8]